# Ménesqueville
Ménesqueville é uma comuna francesa na região administrativa da Normandia, no departamento de Eure. Estende-se por uma área de 4,16 km². Em 2010 a comuna tinha 474 habitantes (densidade: 113,9 hab./km²).